# Joseph Othmar von Rauscher

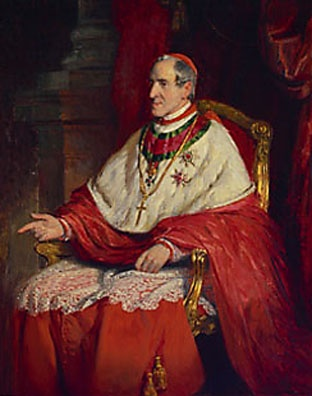
Kardinal Joseph Othmar Ritter von Rauscher

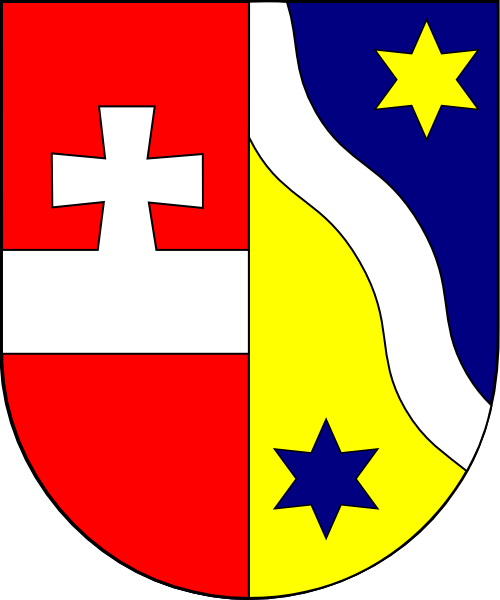
Wappen Kardinal Joseph Othmar Ritter von Rauscher, Erzbischof von Wien

Joseph Othmar Ritter von Rauscher (* 6. Oktober 1797 in Wien; † 24. November 1875 ebenda) war von 1849 bis 1853 Fürstbischof von Seckau, von 1853 bis 1861 römisch-katholischer Erzbischof von Wien und von 1861 bis 1875 Fürsterzbischof von Wien sowie ab 1855 Kardinal der Römischen Kirche.

## Leben
Othmar von Rauscher war der älteste Sohn des k. k. Regierungsrates Franz Seraph Ritter von Rauscher (1753–1837; erbländischer Adelsstand: 26. Mai 1808; Ritterstand: 12. Juli 1828), Er studierte ab 1816 in Wien, und zwar zuerst Rechtswissenschaften. Dort lernte er Klemens Maria Hofbauer kennen und begann 1820 das Theologiestudium. Er empfing am 21. August 1823 die Priesterweihe. Ab 1825 war er Professor für Kirchengeschichte und Kirchenrecht im Lyzeum in Salzburg. Ab 1832 war er Direktor der orientalischen Akademie in Wien. Als Prinzenerzieher unterrichtete er den späteren Kaiser Franz Joseph I. in Philosophie, mit dem ihn seither ein enges Vertrauensverhältnis verband.
1849 wurde Othmar von Rauscher zum Fürstbischof von Seckau ernannt. Die Bischofsweihe spendete ihm der Salzburger Erzbischof Friedrich zu Schwarzenberg am 15. April 1849. Am 26. März 1853 erfolgte die Ernennung zum Erzbischof der Erzdiözese Wien. Am 24. April 1854 traute er in der Wiener Augustinerkirche das Kaiserpaar Franz Joseph I. und Elisabeth. Dabei habe er eine „ungemein blumige, weitschweifige Ansprache“ gehalten, die ihm den Spitznamen „Erzbischof Plauscher“ eingetragen haben soll. Am 17. Dezember 1855 kreierte Papst Pius IX. Rauscher zum Kardinal. Seine Ernennung zum Kardinalpriester der Titelkirche Santa Maria della Vittoria in Rom erhielt er erst im Dezember 1858. Der Kardinal gehörte der Kongregation der römischen und allgemeinen Inquisition, der Konzilskongregation, der Propaganda-Kongregation und der Sektion für außerordentliche Angelegenheiten des Staatssekretariates an.
Erzbischof von Rauscher war maßgeblich am Zustandekommen des Konkordates zwischen der katholischen Kirche und dem Kaiserhaus beteiligt. Es wurde am 18. August 1855 unterzeichnet und beendete den Josephinismus. 1856 gründete er das Erzbischöfliche Knabenseminar in Wien VI. Er sah sich als Verteidiger der kirchlichen Ehe und bezeichnete die Zivilehe in einem Hirtenbrief als „sündhaftes Konkubinat“.
Ab 1861 führte Othmar von Rauscher den Titel Fürsterzbischof und hatte als Mitglied des Herrenhauses einen Sitz im Reichsrat sowie im Landtag von Niederösterreich.
1868 protestierte Franz Schmid, Bürgermeister der Kleingemeinde Unter-Lanzendorf bei Wien, gegen die Visitation des Erzbischofs in der Pfarrgemeinde Maria-Lanzendorf, da er die Ansicht vertrat, Othmar von Rauschers Kirchenpolitik stehe im Widerspruch zum neuen Staatsgrundgesetz über die allgemeinen Rechte der Staatsbürger. Die Wiener Kirchenzeitung antwortete mit zwei feindseligen Artikeln, die sogar als Sonderdruck erschienen.
Kardinal von Rauscher nahm als Konzilsvater am Ersten Vatikanischen Konzil teil und war ein Führer der „Inopportunisten“, die gegen das Dogma der Unfehlbarkeit des Papstes auftraten, weil sie es als nicht „opportun“ ansahen. Er reiste am 17. Juli 1870 (am Vortag der Beschlussfassung zur Infallibilität) aus Rom ab. Das Dogma selbst erkannte er an. Das Unfehlbarkeitsdogma war der Grund für die Aufhebung des Konkordats durch die Regierung im Jahr 1870.
Sein Grab befindet sich in der Bischofsgruft des Wiener Stephansdoms.

## Ehrungen
Ausgezeichnet wurde Othmar von Rauscher mit dem Großkreuz des St. Stephan-Ordens und dem Großkreuz des Leopold-Ordens.
Nach ihm benannt sind die Rauscherstraße im 2. und 20. Bezirk Leopoldstadt bzw. Brigittenau (1869), die Othmargasse (1869) und der dortige Kardinal-Rauscher-Hof im 20. Bezirk sowie der Kardinal-Rauscher-Platz im 15. Bezirk Rudolfsheim-Fünfhaus (1891). Auch wurde die Othmarkirche in Wien-Landstraße aus Dankbarkeit für Joseph Othmar von Rauschers Unterstützung dem heiligen Othmar geweiht.

## Schriften (Auswahl)
- Geschichte der christlichen Kirche. Seidl, Sulzbach 1829. – Volltext online: Band 1/2, Band 2/2.
- Hirtenschreiben (Gratz). In: Wiener Zeitung, Nr. 181/1853 (Teil 1/2), 31. Juli 1853, S. 1806 f. (online bei ANNO).
  - —. In: Wiener Zeitung, Nr. 182/1853 (Teil 2/2), 2. August 1853, S. 1817 f. (online bei ANNO).
- Hirtenbriefe, Predigten, Anreden. Manz, Wien 1858. – Volltext online
- Der Papst und Italien: ein Hirtenschreiben. Gerhard, Leipzig 1860. (Beigefügte Werke: Villemain: Frankreich, das Kaiserreich und das Papstthum, sowie Hippolyte Castille: Napoleon III. und der Klerus). – Volltext online
- Die weltliche Herrschaft des heiligen Stuhles. Rede, gehalten in der Versammlung der St. Michaels Bruderschaft am 25. Jänner 1863. Jacob & Holzhausen, Wien 1863. – archive.org.
- Der Staat ohne Gott. Hirtenschreiben an die Erzdiöcese Wien, erlassen am 25. Jänner 1865. Mayer, Wien 1865. – Volltext online
- Ansprache Sr. Eminenz des hochwürdigsten Herrn Kardinales Fürst-Erzbischofes von Wien, gehalten bei der Eidesleistung der freiwilligen Tiroler Scharfschützen in der Metropolitankirche bei St. Stephan am 12. Junius 1866, sowie Zweites Hirtenschreiben (…). Carl Sartori, Wien 1866. – archive.org.
- Gefahr und Rettung. Hirtenschreiben seiner Eminenz (…). (Zweite Auflage). Carl Sartori, Wien 1866. – archive.org.
- Die Ehe und das zweite Hauptstück des bürgerlichen Gesetzbuches. (Zweite Auflage). Braumüller, Wien 1868. – Volltext online
- Das allgemeine Concil von Vatican. Zwei Hirtenschreiben. Braumüller, Wien 1870. – Volltext online